# أخطار الكهرباء

جهد بين الرجلين: هنا يتكون فرقا في الجهد على الأرض فيمر تيارا كهربائيا بين الرجلين. وكلما كان فرق الجهد كبيرا كلما كان التأثير أشد على الشخص. (في تلك الحالة يجب تصغير الخطوة جدا جدا عند الابتعاد عن الكابل المقطوع حتى يكون فرق الجهد بين الرجلين صغيرا.

أصبحت الكهرباء منذ اكتشاف استخداماتها واحدة من مصادر الطاقة المحركة الأكثر استعمالا وانتشارا. ونشأ عن ذلك تبعية وارتباطا وثيقا لحياة الإنسان المتحضر باستعمال الكهرباء في كل النشاطات. إلا أنه بالمقابل، يعرض التهاون في الوقاية من الكهرباء لتأثيرات متعددة على جسم الإنسان ومحيطه.

## أثار مرور تيار كهربائي في جسم الإنسان
عند مرور التيار المتناوب في جسم الإنسان، تظهر عليه بعض الصفات تختلف باختلاف قيم التيار :
- من 0.5 إلى 1 (ميلي أمبير): عتبة الشعور حسب حالة الجلد.
- 8 (ميلي أمبير): حدوث صدمة عند اللمس ويكون رد فعل مفاجئ.
- 10 (ميلي أمبير): حدوث صدمة كهربائية + تقلص العضلات، بالإضافة إلى انقباض مستمر.
- 20 (ميلي أمبير): صدمة كهربائية وبداية شلل القفص الصدري من أضلاع القفص الصدري.
- 30 (ميلي أمبير): صدمة كهربائية وكزاز في الصدر.
- 40 (ميلي أمبير): صدمة كهربائية + كزاز تام.
- من 70إلى 100 (ميلي أمبير): صدمة كهربائية، ضيق صدري وتقلص الألياف البطنية بالإضافة إلى حروق.
- 1000 (ميلي أمبير): وقوف دقات القلب فجأة، حروق عميقة وتحلل كيميائي للدم(آثار غير رجعية لا يعني موتا مؤكدا).
- أكثر من 1000 (ميلي أمبير) : تدمر المراكز العصبية وتحلل كيميائي داخلي.

## تأثير مدة التكهرب
عند حدوث صدمة بتيار 30 ميلي أمبير وخلال 5 ثواني، هناك احتمالين للنجاة من الموت.
كما هو الحال إذا كانت الصدمة في جسم الإنسان بقيمة 300 ميلي أمبير ولكن خلال فترة قصيرة جدا 0.5ثانية.
توجد خاصيتان توضح تأثير الزمن t بدلالة التيار[ ؟ ] والجهد في جسم الإنسان.

### خاصية التيار

تأثير مرور التيار الكهربائي

هذه الخاصية توضح تأثير الزمن في حالة الصدمة بالتيار الكهربائي :
ينقسم الشكل أدناه إلى أربعة مناطق ومنحنى L وهي :
- المنطقة 1: لا يوجد أي رد فعل.
- المنطقة 2: لا يوجد أي أثر فيزيولوجي خطير.
- المنطقة 3: لا يوجد أي ضرر عضوي، لكن هناك تقلص عضلي يمنع الفرد من إطلاق الجهاز.
- المنطقة 4: خطر على النبضات القلبية، النتائج تكون خطيرة والحوادث مميتة.
- المنحنى L: يبين المنحنى L حدود منطقة الأمان على أساس القواعد NF C 15- 100. المعمول بها في فرنسا ابتداء من 2003.

### خاصية الجهد أو المقاومة

تأثير الزمن على الجهد المطبق

هذه الخاصية توضح تأثير الزمن في حالة تطبيق جهد كهربائي.

## مقاومة جسم الإنسان

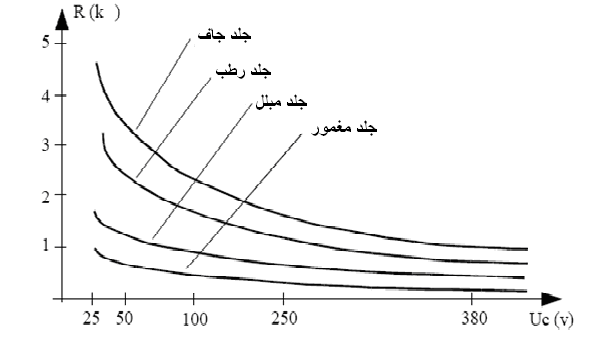
مقاومة جسم الإنسان بدلالة الجهد

تتغير مقاومة جسم الإنسان بشكل كبير بدلالة المقاييس المختلفة التالية:
- التعب، الصحة وعمر الإنسان.
- حالة جلد عند نقطة التلامس.
- نوعية الجلد.
- سطح التلامس.
- الجهد المطبق في نقطة التلامس.

## أخطار الكهرباء
الأخطار الناجمة عن استعمالات التيار المختلفة، نلخصها في ستة عناصر وهي:
- التكهرب والصعق الكهربائي.
- صدمة كهربائية
- جهد بين الرجلين
- الحروق
- الحريق[ ؟ ]
- فقدان البصر بالقوس الكهربائي.
- الانفجار الكهربائي.

## التكهرب والصعق الكهربائي
التيار الكهربائي الذي يمر في جسم الإنسان يحفز ويقلص العضلات لما يتجاوز قيمة 15 ميلي أمبير (مصباح استطاعته 40 واط تعادل 175 ميلي أمبير).مما يمنعنا من التحرر، ويسبب تقلص العضلات وصعوبة التنفس وتسارع ضربات القلب فيؤدي إلى الوفاة.
1. الصاعقة

الصاعقة مثال حي على الصعق الكهربائي فهي عبارة عن شحنة كهربائية تنشأ في الغلاف الجوي نتيجة عاصفة تفرغ الصاعقة انطلاقا من كتلة من السحب في الأرض مباشرة وبصورة خاطفة.وتقدر كثافتها الهائلة ما بين 3000 أمبير بالنسبة للصاعقة الضعيفة وأكثر من 300000 أمبير للصاعقة القوية، وبلغ متوسط الكثافة حوالي 30000 أمبير. وتوجد ميزة ثابتة التي تتمثل في نشأة السريعة لتيارات كبيرة الشدة.التغيرات السريعة لهذه التيارات الكبيرة هي سبب إشعاعات الموجات الكهرومغناطيسية التي تنتقل في الفراغ كموجات الراديو.يمكن تشبيه ممر الصاعقة كهوائي عملاق.هذا الإشعاع الكهرومغناطيسي القوي يسبب عدد كبير من الإزعاج الذي يمكن أن يؤدي إلى تدمير المعدات الكهربائية الحساسة، رغم عدم ملامستها مباشرة للصاعقة..
2.آثار الصاعقة تصنف إلى مجموعتين:الآثار المباشرة وغير المباشرة
- الآثار المباشرة

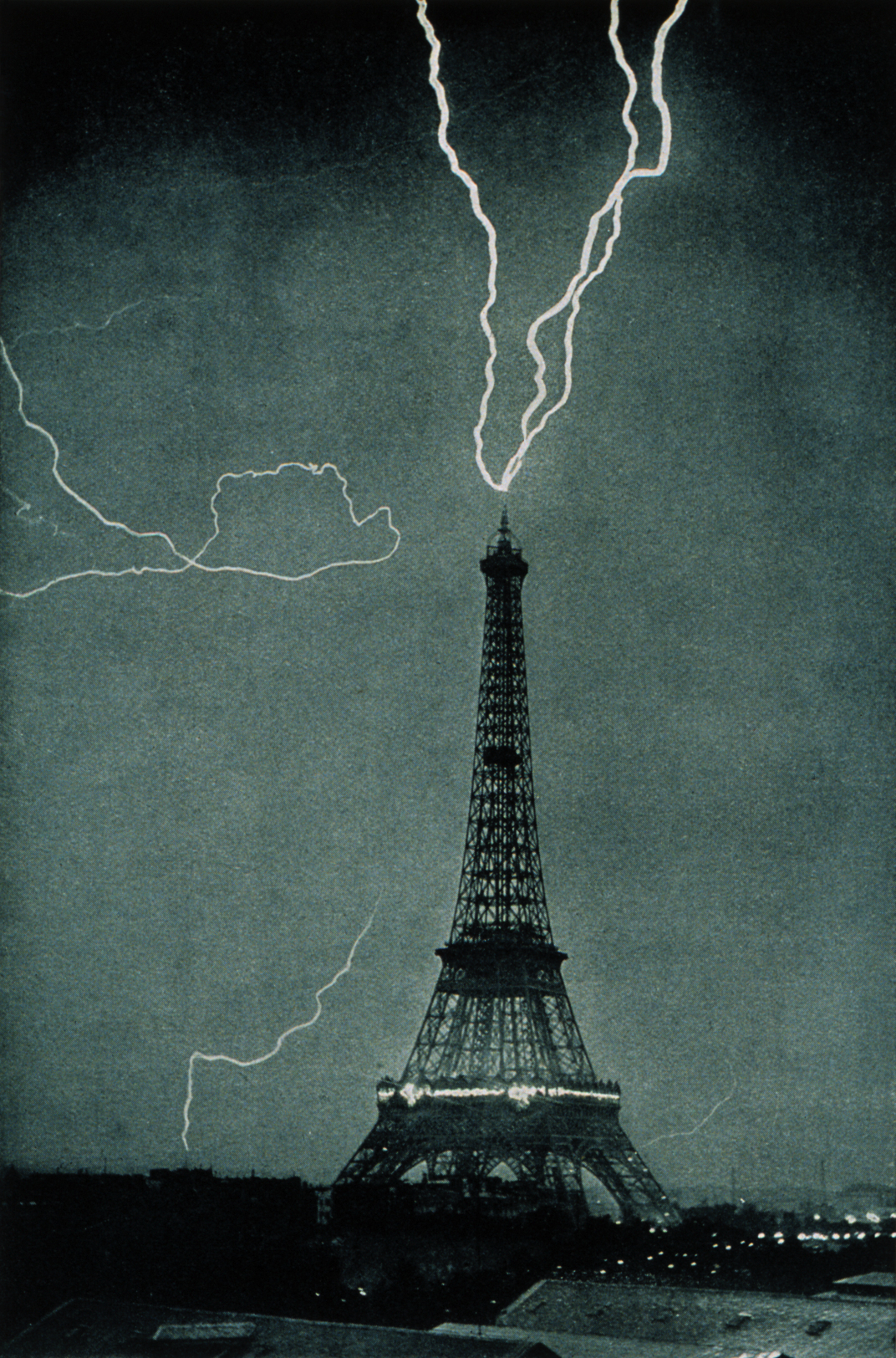
أثر مباشر للصاعقة

تحدث الصاعقة عندما تلامس مباشرة الأشياء، والتيار الكهربائي يتدفق على الأرض من خلال مروره بالأشياء. (شجرة، منزل، السور، الخط الكهربائي، الخ....).
- الآثار غير المباشرة

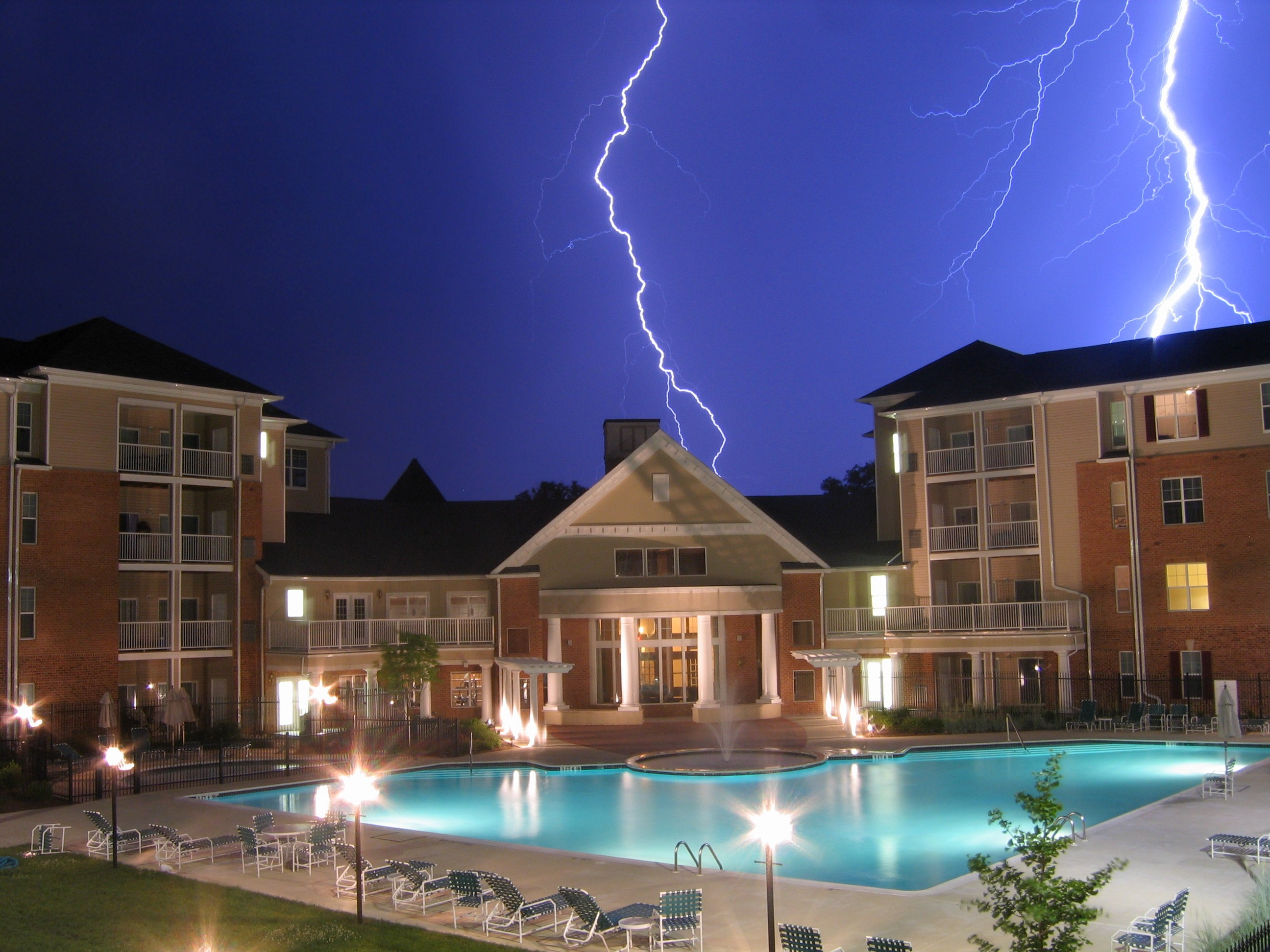
أثر غير مباشر للصاعقة

هي الأكثر تواجدا، ويمكن أن نتحسس بها عن بعد، دون أن يتعرض الشخص مباشرة للإشعاع ويمكن رؤيته على مسافات بعيدة من نقطة التأثير، وحتى من دون الاستماع إلى الرعد.
- ملاحظة

غالبا ما يكون من الصعب التمييز بين هذين الآثار، لأنه في كثير من الحالات تكون النتيجة النهائية هي نفسها، وتحدث مع مرور الوقت.

## الحروق
ينشأ القوس الكهربائي من خلال قصر الدارة الذي يكون سببا في ارتفاع درجة الحرارة فتؤدي إلى حروق شديدة وضرر في البصر[ ؟ ].

## الحريق
ينجم الحريق في الدارة الكهربائية عن عدة مسببات أهمها:

### ارتفاع درجة حرارة النواقل
كلما يمر تيار كهربائي (يجب أن تكون الدارة مغلقة) يؤدي إلى ارتفاع درجة الحرارة الأجهزة المستعملة من قبل المستخدم خصوصا عندما يكون بعدها غير محدد.بما أن الشبكة الكهربائية تجهز بمقدار كافي من الطاقة ،مما يؤدي إلى فتح الدارة الكهربائية وتزبل ارتفاع درجة حرارة النواقل.لمنع نشوب الحريق[ ؟ ] في كل الدارة الكهربائية يجب أن يكون كل خط محمي بوضع(المنصهر أو قاطع التفاضلي) عند ارتفاع درجة حرارة النواقل ينقطع التيار تلقائيا.

### العزل التالف
في هذه الحالة لاتكون الدارة الكهربائية محمية، لوجود خطأ في العزل، على أي حال في مرحلته الابتدائية الذي يمكنه الدوام لساعات أو أيام.
خطأ في عزل النواقل يمكن أن يصدر من أسلاك متلفة وقت تركيب الخطوط، الأسلاك المعزولة التي خربت من طرف القوارض أو الرطوبة...إلخ. في كل هذه الحالات هناك ضياع لبعض التيار (0.3 امبير أو بعض امبيرات)وهو لا يكفي لضياع المنصهر ولكن يكفي لنشوب حريق.

### سوء الاتصال
بإضافة لخطأ العزل يبقى خطر آخر للحريق غير مهمل لأنه متكرر، الذي هو غير فاصل وغير قابل للانصهار ؟ المقصود من سوء الاتصال التي تحدث في المنصهر والقاطع التفاضلي وكذلك بالنسبة للاتصال.
في كل مرة من الاتصال السيئ (تخفيف أكسدة المواد) يؤدي إلى السخونة عند مرور التيار، ضعيف في بداية الوقت وزيادة عن ذلك مهم، الاتصال القاطعات والمآخذ هم دائما موضع التجربة لأن النتيجة سوء الاتصال، يليه التسخين وهذا يعني حريق.

### الاستعمال غير الصحيح للأجهزة الكهربائية
يعتبر سبب آخر للحروق وبشكل متكرر كما أنه يسبب أضرار مادية كبيرة ناتجة عن الاستعمال غير الصحيح للأجهزة الكهربائية (المصابيح، المدافئ الكهربائية.
ما هو معروف أننا نتجاهل أحيانا التوهج الشديد للمصباح الذي يسبب حريق بكل سهولة. نأخذمصباح ذو استطاعة تقدر ب100 واط هذه الأخيرة تحول 97% من الطاقة المستهلكة إلى حرارة و3% منها إلى ضوء.ومن الأحسن استعمال مصطلح المدفأة الكهربائية المنتجة للضوء.
عكس ذلك في المدافئ المائية أي أن درجة الحرارة بالرغم من تراكمها لا تسبب أي خطر (كأقصى حد 80 °C). المدافئ الكهربائية تحتوي على عناصر داخلية التي درجة حرارتها تتجاوز c°600.
عندما تغطى بمواد قابلة للاشتعال مثل: النواقل، الستائر...إلخ.يمكن أن تبلغ درجة حرارتها قيم مرتفعة تسبب اشتعال هذه المواد.

## فقدان البصر بالقوس الكهربائي

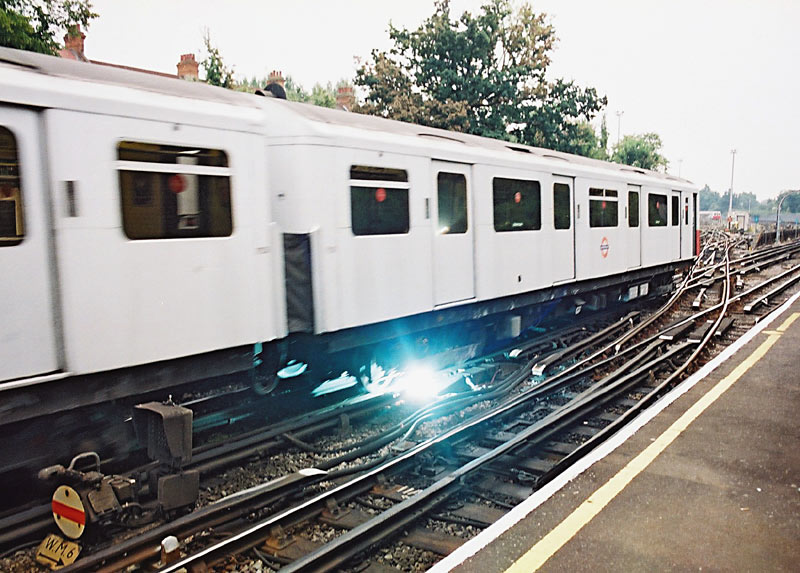
قوس كهربائي في محطة قطار بلندن

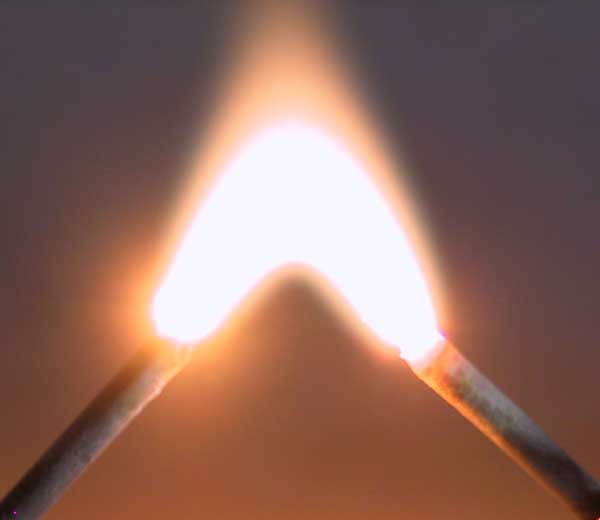
قوس كهربائي

القوس الكهربائي هو إشعاع ضوئي حراري ناتج عن فتح ماستين تحت الضغط. بفضل التيار الكهربائي، ينشأ قوس كهربائي بين قطب كهربائي والقطعة المراد تلحيمها. يسمح هذا القوس الكهربائي بإنشاء حمام للذوبان بين المعادن الداخلة والمعادن الأساسية في حالة سائلة.وهذه الأخيرة تنتج شعاع مضيء يسمى بالأشعة فوق البنفسجية.

## الصدمة الكهربائية

لوحة تنبيه عن صدمة كهربائية

تسلك الصدمة الكهربائية طريقا، ويستخدم كوسيلة لنقل الكهرباء بين الناقل والأرض[ ؟ ] أو بين ناقل وناقل آخر.
والنتائج المترتبة عن الاتصال مع جسم خاضع لجهد قد تكون جداً مختلفة، يمكن أن تتراوح من وخزة بسيطة، حروق داخلية أو خارجية، تعطيل معدل ضربات القلب، والتوقف عن التنفس، وحتى الموت.

## الانفجار
في وجود بخار، لهب الغاز أو الغبار والوقود، وشرارة صغيرة كافية للتسبب في احتراق أو الانفجار وغالبا ما تكون عنيفة. وفي الواقع القوس الكهربائي للقاطعة ومعدلة المبرد، قاطع جرس بطارية لديه الطاقة الكافية لاشتعال هذا النوع من الوقود.

## الإجراءات الوقائية
1. يجب عند تركيب الأسلاك الكهربائية لأغراض الإنارة أن تكون في مواسير معزولة من الداخل ولا يجوز تركها مكشوفة حتى لا تتسرب إليها الرطوبة أو تؤثر فيها الحرارة وتؤدى إلى قصر كهربائي.
2. يجب ألا يعقد السلك المدلى لتقصيره أو يدق عليه مسامير لتقريبه من الجدران ولأغراض التقصير يقطع السلك حسب المقاس المطلوب.
3. يجب أن تكون الأسلاك والكابلات المستخدمة في التوصيلات الكهربائية مناسبة للتيار المار بها وتوصيل الهياكل المعدنية للأجهزة الكهربائية بالأرض.
4. يجب عدم تحميل أي مقبس كهربائي زيادة عن حده وعند ملاحظة أي سخونة في المفاتيح أو التوصيلات الكهربائية إبلاغ الكهربائي المختص لعمل اللازم ويجب عدم القيام بأي أعمال توصيلات كهربائية أو إصلاحات إلا بمعرفة المختصين في مجال الكهرباء.
5. توصيل الأجهزة والمعدات بمجمع أرضي استاتيكى مناسب لتفريغ آي شحنات فور تولدها.
6. يجب أن تكون الأسلاك والكابلات المستخدمة في التوصيلات الكهربائية مناسبة للتيار المار بها وتوصيل الهياكل المعدنية للأجهزة الكهربائية بالأرض.
7. يجب عدم تحميل أي مقبس كهربائي زيادة عن حده وعند ملاحظة أي سخونة في المفاتيح أو التوصيلات الكهربائية إبلاغ الكهربائي المختص لعمل اللازم ويجب عدم القيام بأي أعمال توصيلات كهربائية أو إصلاحات إلا بمعرفة المختصين في مجال الكهرباء.
8. عند تركيب أي أجهزة كهربائية كالمحولات أالمحركات أو المفاتيح الكهربائية أو الصبورات الكهربائية في أي مكان يجب أن تكون هذه الأجهزة في حالة آمنة كذلك.
9. يجب منع أي احتمال للمس المفاجئ للموصلات الحاملة للتيار.
10. يجب وضع الأجهزة الكهربائية في أقل مساحة ممكنة أو في حجرة خاصة بها، وإذا وضعت في العراء فيجب تغطيتها بالحواجز الواقية لمنع الاقتراب منها.
11. يجب وضع تعليمات تحذيرية بجانب الأجهزة والموصلات الحاملة للتيار الكهربائي تبين مقدار الفولت المار بهذه الأجهزة خاصة في الأجهزة التي تحمل تيار ذي ضـغط عالي. ويجب أن تكون هذه التعليمات واضحة بحيث يسهل قراءتها بسهولة.
12. يجب أن يكون القائمين على أعمال الصيانة للأجهزة الكهربائية عمالاً فنيين ويجب أن لا تجرى أية إصلاحات أو تركيبات في الأجهزة الكهربائية ألا بعد التأكد من عدم مرور التيار الكهربائي فيها وتوصيلها بالأرض. ويجب استخدام مهمات الوقاية الشخصية المناسبة.
13. يجب أجراء صيانة دورية للأجهزة الكهربائية وعند اكتشاف أي عطب أو آية مخاطر يجرى إصلاح العطب وإزالة أسباب المخاطر فوراً.
14. يجب عدم تعريض الأسلاك الكهربائية المغطاة بالمطاط أو البلاستيك للشمس أو الحرارة حتى لا يتلف المطاط إذا تعرض لها لمدة طويلة.
15. يجب عدم لصق الأوراق الملونة أو الأشرطة على الأسلاك في الاحتفالات أو بغرض الزينة حتى لا تكون سببا في التقاط النار من آي شرر يحدث أو نتيجة ملامستها لمصباح ساخن.
16. يجب أن يراعى في وضع صناديق الأكباس (المنصهرات) ولوحات التوزيع المفاتيح الكهربائية أن تكون خارج الغرف التي تحتوى على أبخرة أو أتربة أو مواد أو غازات قابلة للاشتعال.
17. يجب تخصيص صندوق أكباس (منصهرات) لكل مجموعة من التوصيلات وسكين لقطع التيار في الحالات الاضطرارية ويجب استخدام الفاصل الكهربائي الآلي وذلك لفصل الكهرباء في حالة حدوث قوس كهربائي.
18. يجب أن تكون المفاتيح المستخدمة داخل مخازن المواد الكيميائية من النوع المعزول المميت للشرر المخصص لهذا الغرض.
19. يجب قطع التيار الكهربائي عن جميع المنشآت في حالة إخلائها كالورش والمخازن بعد انتهاء الدوام وعند مغادرة المنزل لمدة طويلة كالسفر مثلاً يجب فصل التيار الكهربائي عن المنزل.
20. يمنع منعاً باتاً ربط أو تثبيت (الدوايات) أو المفاتيح الكهربائية في الجدران والأسقف أو أي مادة موصلة للتيار مباشرة لان هناك احتمال قوى دائماً أن تكون الأسلاك الموجودة خلف هذه الدوايات أو المفايتح غير معزولة جيد فتتعرض للرطوبة وينجم عنها ماس كهربائي وبالتالي يتسبب في حدوث حريق[ ؟ ].

## اقرأ أيضاً
- كهرباء
- جهد بين الرجلين